# Казаков, Анатолий Акимович
Анато́лий Аки́мович Казако́в (род. 16 сентября 1942) — советский легкоатлет, специалист по барьерному бегу и бегу на короткие дистанции. Выступал на всесоюзном уровне в середине 1960-х — начале 1970-х годов, чемпион СССР, призёр Спартакиады народов СССР, победитель первенств всесоюзного и республиканского значения, участник чемпионата Европы в Афинах. Представлял Алма-Ату и Москву, Вооружённые силы.

## Биография
Анатолий Казаков родился 16 сентября 1942 года. Занимался лёгкой атлетикой в Алма-Ате и позднее в Москве, выступал за Советскую Армию.
Впервые заявил о себе на международном уровне в сезоне 1965 года, когда в составе советской сборной принял участие в матчевой встрече со сборной США в Киеве, где бежал 400 метров с барьерами. Будучи студентом, позднее представлял Советский Союз на Всемирной Универсиаде в Будапеште — в зачёте 400-метрового барьерного бега финишировал в финале четвёртым, тогда как в эстафете 4 × 400 метров бежал на предварительном квалификационном этапе, а на финальный забег их команда не вышла.
В 1966 году на чемпионате СССР в Днепропетровске выиграл серебряную и бронзовую медали в барьерном беге на 200 и 400 метров соответственно. На чемпионате СССР по эстафетному бегу в Ленинакане с армейской командой стал серебряным призёром в эстафете 4 × 400 метров.
В 1967 году на чемпионате страны в рамках IV летней Спартакиады народов СССР в Москве взял бронзу в беге на 400 метров с барьерами.
На чемпионате СССР 1968 года в Ленинакане вновь стал бронзовым призёром в 400-метровом барьерном беге.
В 1969 году на чемпионате СССР в Киеве выиграл две серебряные медали в барьерном беге: на дистанциях 200 и 400 метров. Благодаря этому успешному выступлению удостоился права защищать честь страны на чемпионате Европы в Афинах — на предварительном квалификационном этапе дисциплины 400 метров с барьерами показал время 52,20, чего оказалось недостаточно для выхода в финал. Также в этом сезоне одержал победу в эстафете 4 × 400 метров на чемпионате СССР по эстафетному бегу в Ужгороде.
На чемпионате СССР 1970 года в Минске стал серебряным призёром в беге на 400 метров с барьерами, установив при этом свой личный рекорд — 50,5, в то время как в беге на 200 метров с барьерами завоевал золото.
В 1971 году на чемпионате страны в рамках V летней Спартакиады народов СССР в Москве с московской командой выиграл серебряную медаль в программе эстафеты 4 × 400 метров.